# Шестово (Московская область)
Шестово — деревня в городском округе Домодедово Московской области.

## География
Находится в южной части Московской области на расстоянии приблизительно 8 км на северо-восток по прямой от железнодорожной станции Домодедово на левом берегу реки Пахра.

## История
Упоминается с 1570 года. В 1627 году − 10 дворов, в 1781 — 81 двор и 218 жителей. В 1914 году 43 двора.

## Население
Постоянное население составляло 236 человек (1914 год), 33 человека в 2002 году (русские 91 %), 51 в 2010.